# Czesław Kołodyński (lekkoatleta)
Czesław Kołodyński (ur. 1 kwietnia 1941 w Kamionce Strumiłowej, zm. 24 kwietnia 2014) – polski lekkoatleta, długodystansowiec. 

## Kariera sportowa
Zawodnik Śląska Wrocław, reprezentant Polski, członek Wunderteamu, wieloletni trener Śląska Wrocław, następnie trener sekcji lekkoatletycznej w Młodzieżowym Klubie Sportowym Parasol Wrocław.
Czołowy zawodnik lat 60. w Polsce na dystansie 3000 m i 5000 m. Uczestnik mistrzostw Europy w 1966 w Budapeszcie, gdzie odpadł w eliminacjach w biegu na 5000 m. Brązowy medalista mistrzostw Polski w 1967 w biegu przełajowym na dystansie 12 km.

## Rekordy życiowe
- Bieg na 1000 metrów – 2:25,8 (9 lipca 1962 Wałcz)
- Bieg na 1500 metrów – 3:46,9 (10 lipca 1966 Wrocław)
- Bieg na 3000 metrów – 8:16,8 (8 sierpnia 1965 Warszawa)
- Bieg na 5000 metrów – 14:02,0 (14 sierpnia 1966 Warszawa)[4]